# ぶれない男
『ぶれない男』（原題・ペルシア語: لِرد, 英語題: A Man of Integrity）は、モハマド・ラスロフ監督・脚本による2017年はイランのドラマ映画である。第70回カンヌ国際映画祭のある視点部門で上映され、ある視点賞を獲得した。日本では2018年に第28回アジアフォーカス・福岡国際映画祭で上映された。